# Rico Rodriguez
Rico Rodríguez, també conegut com a Reco o El Reco (nascut amb el nom de Manuel Rodríguez, el 17 d'octubre de 1934,  Kingston, Jamaica - mort a Londres el 4 de setembre del 2015), fou un trombonista de ska i reggae. Fou també, productor de molts artistes com Karl Pitterson, Prince Buster i Lloyd Daley.

## Biografia
Rodríguez va aprendre a tocar el trombó a l'Alpha Boys School de Kingston, a Jamaica, una escola de monges per a nens amb pocs recursos que impartia una formació musical de qualitat i va ser un planter de músics jamaicans que esdevingueren famosos, tenint com a tutor Don Drummond, un company d'escola poc més gran que ell. En el període 1957-1958 Rico va suplir Don Drummond, durant tres mesos, en una coneguda orquestra local que, sobretot, tocava música cubana i llatina, i això li va permetre començar a fer-se un nom.
A la dècada de 1950, es va convertir al rastafarisme i va fer una bona relació amb el rasta i bateria Count Ossie, cap de la comunitat rastafari de Wareika Hills, lloc de molta efervescència musical que influiria en els seus treballs dels anys 70.
El 1961 es traslladà, com molts altres músics jamaicans per aquelles dates, al Regne Unit, on va començar a tocar reggae. El 1976, va gravar l'àlbum Man from Wareika sota contracte amb Island Records. A finals de 1970, amb l'arribada del gènere 2 Tone, va tocar amb bandes de "ska revival" com The Specials, banda a la que ha quedat associat el seu nom, tot i que sols en va formar part de 1979 a 1984. Una de les seves actuacions més notables va ser en la cançó de The Specials, "A Message to You, Rudy".
Rodríguez va tenir el seu propi conjunt, Rico and the Rudies, amb el que va gravar els àlbums Blow Your Horn i Brixton Cat. A dos dels seus àlbums més reconeguts dels anys 80, 'That Man is Forward' i 'Jama Rico',
hi va participar Dik (Richard) Cuthell, amb qui formava la secció de trombons dels The Specials.
En 1995, Island Records va llançar l'àlbum Roots to the Bone, que fou una versió actualitzada dels treballs anteriors de Rodríguez, Man from Wareika.
Des de 1996, entre altres grups, va tocar amb la Jools Holland's Rhythm and Blues Orchestra i també va actuar en diversos festivals de ska a Europa amb la seva pròpia banda.

## Reconeixments
Va ser reconegut com a MBE (Membre de l'Ordre de l'Imperi Britànic) al Palau de Buckingham el 12 de juliol de 2007, pels serveis a la música.
L'any 2012 l'Institute of Jamaica li va atorgar la Medalla Musgrave, en la categoria de plata, per la seva contribució a la música de Jamaica.

## Actuacions aCatalunya
- 2007 Sala Apolo a Barcelona
- 2003 Sala Bikini a Barcelona

## Discografia (parcial)

### Àlbums
- 1969 - Blow Your Horn (Rico & The Rudies)
- 1977 - Man From Wareika (gravat el 1976)
- 1977 - Man From Wareika Dub
- 1981 - That Man Is Forward
- 1982 - Jama Rico
- 1997 - Rico's Message (Rico Rodriguez All Stars)
- 2001 - Get Up Your Foot (Rico & His Band)

### Recopilacions
- 19XX - Going West
- 1961-1971 - Trombone Man (sortit el 2004)
- 1995 - Roots to the Bone (recopilació a partir del seu clàssic de 1977 "Man from Wareika" amb l'excepció de 2 fragment i amb l'addició d'altres peces)

## Participació en àlbums
| Any  | Àlbum                                                            | Artista                                      | Hi consta com a                                                 |
| ---- | ---------------------------------------------------------------- | -------------------------------------------- | --------------------------------------------------------------- |
| 2012 | The Golden Age of Song                                           | Jools Holland                                | Component del grup, Trombó                                      |
| 2011 | Finding the Keys: The Best of Jools Holland                      | Jools Holland                                | Trombó                                                          |
| 2011 | Smoking in Heaven                                                | Kitty, Daisy & Lewis                         | Trombó                                                          |
| 2010 | 21: The Boxset                                                   | Ocean Colour Scene                           | Artista destacat                                                |
| 2010 | Rockinghorse                                                     | Jools Holland & His Rhythm & Blues Orchestra | Artista principal, Trombó                                       |
| 2009 | Beginners Guide to Ska                                           |                                              | Trombó                                                          |
| 2009 | Crucial Cuts                                                     | Fidel                                        | Artista destacat, Artista principal, Trombó                     |
| 2009 | War Ina Babylon: An Island Reggae Anthology                      |                                              | Artista principal                                               |
| 2008 | Love Filled Dub Band                                             | Pama International                           | Artista principal, Trombó                                       |
| 2008 | Pleasures                                                        | Cubismo Grafico Five                         | Artista principal                                               |
| 2008 | Randy's 50th Anniversary                                         |                                              | Artista principal                                               |
| 2008 | The Best of the Specials                                         | The Specials                                 | Artista destacat, Trombó                                        |
| 2008 | The Informer                                                     | Jools Holland                                | Artista principal, Trombó, Veus                                 |
| 2007 | 20 Minutos                                                       | Dancing Mood                                 | Compositor                                                      |
| 2007 | Best of Friends                                                  | Jools Holland                                | Trombó                                                          |
| 2007 | True Reggae                                                      |                                              | Compositor                                                      |
| 2007 | Wareika Dub                                                      | Rico Rodriguez                               | Artista principal                                               |
| 2007 | Wareika Vibes                                                    | Rico Rodriguez                               | Artista principal                                               |
| 2006 | All Over the World                                               | Dennis Bovell                                | Trombó                                                          |
| 2006 | Alpha Boys School: Music in Education 1910-2006                  |                                              | Artista principal                                               |
| 2006 | Moving Out to the Country                                        | Jools Holland & His Rhythm & Blues Orchestra | Trombó                                                          |
| 2006 | Trojan Selecta, Vol. 4: Boss Sounds Festival Special             |                                              | Artista principal                                               |
| 2006 | Trojan Sessions                                                  | Pama International                           | Compositor, Artista invitat, Artista principal, Trombó          |
| 2006 | Yo! Jamdown Classics, Vol. 1: Best of Reggae and Dancehall       |                                              | Artista principal                                               |
| 2005 | Gold                                                             | Burning Spear                                | Trombó                                                          |
| 2005 | Stereo-Typical: A's, B's and Rarities                            | The Specials                                 | Compositor                                                      |
| 2005 | Swinging the Blues Dancing the Ska                               | Jools Holland                                | Trombó, Veus                                                    |
| 2005 | Thanksgiving Day                                                 | Ray Davies                                   | Trombó                                                          |
| 2005 | Three Minute Hero                                                | The Selecter                                 | Trombó                                                          |
| 2005 | Togetherness                                                     | Rico                                         | Compositor, Artista principal, Trombó, Veus                     |
| 2005 | Trombone Man: Anthology 1961-1971                                | Rico Rodriguez                               | Compositor, Artista principal                                   |
| 2005 | Yo! Jamdown: Best Reggae/Dancehall Style                         |                                              | Artista principal                                               |
| 2004 | Friends 3                                                        | Jools Holland                                | Trombó                                                          |
| 2004 | Live at Club Ska                                                 | Laurel Aitken                                | Trombó                                                          |
| 2004 | Play the Videos                                                  | Peter Gabriel                                | Trombó                                                          |
| 2004 | Someone to Watch Over Me: The Definitive Jimmy Scott             | Little Jimmy Scott                           | Trombó                                                          |
| 2004 | Tom Jones & Jools Holland                                        | Tom Jones                                    | Trumpet                                                         |
| 2004 | Trojan Beatles Tribute Box Set                                   |                                              | Artista principal                                               |
| 2004 | Trojan Reggae Duets                                              |                                              | Secció trompa                                                   |
| 2003 | Black and White: Best of Greyhound                               | Greyhound                                    | Artista principal                                               |
| 2003 | Decibel: More Cuts from Dennis Bovell 1976-1983                  | Dennis Bovell                                | Trompa                                                          |
| 2003 | Frank                                                            | Amy Winehouse                                | Trombó                                                          |
| 2003 | Mark Lamarr Presents Duke Reid's: Nuclear Weapon                 | Duke Reid                                    | Trombó                                                          |
| 2003 | Original Living Dub, Vol. 1                                      | Burning Spear                                | Trompa                                                          |
| 2003 | Phantom Power                                                    | Super Furry Animals                          | Trombó                                                          |
| 2003 | The Rough Guide to Ska                                           |                                              | Compositor, Artista principal, Trombó                           |
| 2003 | Trombón con Sazón                                                | The Latin Jazz Coalition                     | Saxofon (baríton)                                               |
| 2003 | Ultimate Collection: Max Romeo                                   | Max Romeo                                    | Compositor, Artista principal                                   |
| 2002 | Believer                                                         | Floyd Lloyd                                  | Trombó                                                          |
| 2002 | Heroes of Kingston                                               | JA13                                         | Compositor, Participant, Artista principal                      |
| 2002 | Jools Holland's Big Band Rhythm & Blues                          | Jools Holland                                | Trombó                                                          |
| 2002 | More Friends: Small World Big Band, Vol. 2                       | Jools Holland                                | Trombó                                                          |
| 2002 | Thalassa Collection: Jamaique                                    |                                              | Artista principal                                               |
| 2002 | Trojan Box Set: Jamaican R&B                                     |                                              | Compositor, Artista principal                                   |
| 2002 | Zmien Z Nami Plec!                                               | Big Cyc                                      | Compositor                                                      |
| 2001 | Knock Out Ska: Treasure Isle Ska Instrumentals                   |                                              | Artista principal                                               |
| 2001 | Roots of Reggae [àlbum seu]                                      |                                              | Compositor                                                      |
| 2001 | Selassie I Dios Todo Poderoso                                    | Fidel                                        | Compositor, Trombó                                              |
| 2001 | Small World Big Band                                             | Jools Holland                                | Trombó                                                          |
| 2001 | Songs for the Front Row: The Very Best of Ocean Colour Scene     | Ocean Colour Scene                           | Artista invitat                                                 |
| 2001 | The Reggae Box                                                   |                                              | Trombó                                                          |
| 2001 | The Swing Album                                                  | Jools Holland                                | Trombó                                                          |
| 2000 | 2nd International Ska Festival                                   |                                              | Participant                                                     |
| 2000 | Return of Penni Walli                                            | Penni Walli                                  | Compositor, Orquestració, Trombó                                |
| 2000 | The Roots of Reggae, Vol. 2 [cameo]                              |                                              | Compositor                                                      |
| 2000 | Ultimate Collection                                              | Steel Pulse                                  | Trombó                                                          |
| 1999 | Deep Ska: 80 Original Ska Classics                               |                                              | Compositor                                                      |
| 1999 | It's Ska Time: 20 Original Ska Classics                          |                                              | Participant                                                     |
| 1999 | Many Moods of Max Romeo                                          | Max Romeo                                    | Trombó                                                          |
| 1999 | Painless                                                         | Freetown                                     | Trombó                                                          |
| 1999 | The Shack, Vol. 2: Club Ska '99                                  |                                              | Compositor, Participant                                         |
| 1999 | Too Much Pressure [recopilació]                                  | The Selecter                                 | Trombó                                                          |
| 1999 | World of Ska                                                     |                                              | Compositor, Participant                                         |
| 1999 | Yellow Fever                                                     | Yellowman                                    | (no consta)                                                     |
| 1998 | Avengers [banda sonora original]                                 |                                              | Trombó                                                          |
| 1998 | Best of Jools Holland                                            | Jools Holland                                | Trombó                                                          |
| 1998 | Our World                                                        | Floyd Lloyd                                  | Trombó                                                          |
| 1998 | Rico's Message - Jamaican Jazz                                   | Rico                                         | Compositor, Productor executiu, Artista principal, Trombó, Veus |
| 1998 | Rudie's Choice, Vol. 2                                           |                                              | Compositor, Participant                                         |
| 1998 | Skatalites & Friends at Randy's                                  | The Skatalites                               | Compositor, Participant                                         |
| 1998 | The Three Pyramids Club                                          | Graham "Suggs" McPherson                     | Trombó                                                          |
| 1997 | B-Sides: Seasides & Freerides                                    | Ocean Colour Scene                           | Trombó                                                          |
| 1997 | Babylon Kingdom Must Fall                                        | U-Roy                                        | Trompa                                                          |
| 1997 | Dub You Crazy with Love                                          | Mad Professor                                | Trompa                                                          |
| 1997 | Marchin' Already                                                 | Ocean Colour Scene                           | Trombó                                                          |
| 1997 | Ska Island                                                       |                                              | Trombó                                                          |
| 1997 | Sweet Sweet Ska                                                  |                                              | Compositor                                                      |
| 1997 | Time Marches On: Derrick Morgan Sings Ska, Rocksteady and Reggae | Derrick Morgan                               | Trompa, Participant                                             |
| 1996 | Blow Your Horn/Brixton Cat                                       | Rico                                         | Compositor                                                      |
| 1996 | Chant Down Babylon: The Island Anthology                         | Burning Spear                                | Trombó                                                          |
| 1996 | One Love: Tribute to Bob Marley                                  |                                              | Trombó                                                          |
| 1996 | Socially Unconscious                                             | Undercover S.K.A.                            | Compositor                                                      |
| 1996 | Time Tough: The Anthology                                        | Toots & the Maytals                          | Trombó                                                          |
| 1995 | Experryments at the Grassroots of Dub                            | Lee "Scratch" Perry                          | Trombó                                                          |
| 1995 | Go Ska Go                                                        |                                              | Participant                                                     |
| 1995 | It's Shuffle 'N Ska Time with Lloyd "The Matador" Daley          | Lloyd Daley                                  | Artista invitat, Participant, Artista principal                 |
| 1994 | Reggae Archive [amb la discogràfica On-U Sound]                  |                                              | Participant                                                     |
| 1994 | Reggae Revelation                                                |                                              | (no consta)                                                     |
| 1994 | The Happy Album                                                  | The Selecter                                 | Trombó                                                          |
| 1994 | Ultimate Reggae Party Album                                      |                                              | Artista principal                                               |
| 1993 | Fat Sound                                                        | Bad Manners                                  | Trombó                                                          |
| 1993 | Skaravan                                                         | Jazz Jamaica Allstars                        | Compositor, Trombó                                              |
| 1993 | The Story of Jamaican Music: Tougher Than Tough                  |                                              | Trombó                                                          |
| 1993 | The Two Tone Compilation: A Checkered Past                       |                                              | Compositor                                                      |
| 1992 | Songs of Freedom                                                 | Bob Marley & the Wailers                     | Trombó                                                          |
| 1991 | Original Club Ska: Best of Studio One                            |                                              | Trompa                                                          |
| 1991 | Ska Bonanza: The Studio One Ska Years                            | Ska Bonanza                                  | Participant, Artista principal, Trombó                          |
| 1991 | The Singles Collection                                           | The Specials                                 | Trombó                                                          |
| 1990 | Psychedelic Dub: Dub Me Crazy, Pt. 10                            | Mad Professor                                | Trombó                                                          |
| 1989 | Chicken Scratch                                                  | Lee "Scratch" Perry                          | Trombó                                                          |
| 1984 | In the Studio With...                                            | The Specials                                 | Compositor, Artista invitat, Artista principal, Trombó, Veus    |
| 1983 | Country Man [vídeo]                                              |                                              | Compositor                                                      |
| 1983 | No Parlez                                                        | Paul Young                                   | Trombó                                                          |
| 1983 | The Best of Music & Rhythm                                       |                                              | Compositor, Trombó, Veus                                        |
| 1982 | Countryman                                                       |                                              | Compositor                                                      |
| 1981 | Questionaire                                                     | Chaz Jankel                                  | Trombó                                                          |
| 1981 | Walk Under Ladders                                               | Joan Armatrading                             | Trompa                                                          |
| 1980 | 1980: The Choice Is Yours                                        | The Members                                  | Trombó                                                          |
| 1980 | 21st Century Dub                                                 | 21st Century Dub                             | Trombó                                                          |
| 1980 | More Specials                                                    | The Specials                                 | Artista invitat, Trompa                                         |
| 1980 | Reggae Hit Showcase                                              | Sons of Jah                                  | Trompa                                                          |
| 1979 | Intensified!: Original Ska 1962-1966                             |                                              | Trombó                                                          |
| 1979 | The Specials                                                     | The Specials                                 | Trompa                                                          |
| 1979 | Tribute to the Martyrs                                           | Steel Pulse                                  | Trombó                                                          |
| 1979 | Wild Suspense                                                    | The Wailing Souls                            | Trombó                                                          |
| 1978 | Social Living                                                    | Burning Spear                                | Artista invitat, Trompa, Trombó                                 |
| 1977 | Man from Wareika                                                 | Rico                                         | Compositor, Trombó                                              |
| 1977 | One World                                                        | John Martyn                                  | Trombó                                                          |
| 1977 | Rasta                                                            | Delroy Washington                            | Trombó                                                          |
| 1976 | I-Sus                                                            | Delroy Washington                            | Trombó                                                          |
| 1976 | Reggae Got Soul                                                  | Toots & the Maytals                          | Trombó                                                          |
| 1975 | Short Cut Draw Blood                                             | Jim Capaldi                                  | Trombó                                                          |
| 1970 | Blow Your Horn                                                   | Rico                                         | Compositor                                                      |
| 1969 | Scandal in a Brixton Market                                      | Laurel Aitken                                | Artista principal                                               |
| 1969 | The Greatest Little Soul Band in the Land                        | J.J. Jackson                                 | Trombó                                                          |
| 1969 | Tribute to Don Drummond                                          | Rico                                         | Arranjador, Compositor, Veus                                    |
|      | Blue Beat                                                        |                                              | Artista principal                                               |
|      | Forever Mod                                                      |                                              | Artista principal                                               |
|      | Full Up: Bunny "Striker" Lee's Early Reggae Productions 1968-72  | Bunny Lee                                    | Artista principal, Trombó                                       |
|      | Island Records Reggae Box Set: War Ina Babylon                   |                                              | Artista principal                                               |
|      | Kenzo Parfums Songs                                              |                                              | Compositor                                                      |
|      | Mango Blues                                                      | Floyd Lloyd                                  | Trombó                                                          |
|      | Memorial Album                                                   |                                              | Artista principal                                               |
|      | Reggae Festival                                                  |                                              | Artista principal                                               |
|      | Sound System Roots                                               |                                              | Artista principal                                               |
|      | Sunrise                                                          | Tommy Tornado                                | Artista destacat, Trombó                                        |
|      | The Blue Beat Explosion                                          |                                              | Artista principal                                               |
|      | The Blue Beat Explosion                                          |                                              | Artista principal                                               |
|      | The History of Blue Beat: the Birth of Ska                       |                                              | Artista principal                                               |
|      | Togetherness                                                     | Rico Rodriguez                               | Artista principal                                               |
|      | Village Soul                                                     | Floyd Lloyd                                  | Trombó                                                          |